# Zaak-Benno L.
In de zaak-Benno L. werd in 2010 een zwemleraar schuldig bevonden aan drie gevallen van gedwongen ontucht (aanranding), en nog 37 gevallen. Als zedenzaak met één dader en oorspronkelijk 98 potentiële slachtoffers is dit een van de grootste, dan wel dé grootste in zijn soort in de geschiedenis van de Nederlandse rechtspraak.

## Achtergrond
In 2004 komen de eerste signalen over misbruik van L. tijdens particuliere zwemlessen. De politie onderzoekt deze maar de meldingen zijn niet concreet genoeg om tot vervolging over te gaan. Begin januari 2008 verdrinkt een kleinkind van L. tijdens diens zwemles in een zwembad in Vught. Hiervoor wordt geen vervolging ingesteld.

## Bekendmaking
Op 14 juni 2009 maakte de GGD Hart voor Brabant bekend dat een 59-jarige eigenaar van een particuliere zwemschool in 's-Hertogenbosch verdacht werd van onzedelijk gedrag met minderjarigen. De zwemleraar had zich gespecialiseerd in het geven van zwemles aan gehandicapte kinderen en kinderen met watervrees. Op vijf computers, harde schijven en USB-sticks waren tienduizenden foto's van zeker 98 meisjes van tussen de 5 en 16 jaar gevonden. De Bossche zwemleraar werd in hechtenis genomen voor verhoor.

## Onderzoek
In 2004 waren er klachten over mogelijk ongewenst gedrag van de zwemleraar. De politie had toen onvoldoende bewijs voor verdenking van strafbare feiten.
Op 8 juni 2009 werd een nieuw onderzoek tegen de verdachte gestart. Benno L. werd in voorlopige hechtenis genomen. Deze hechtenis werd later verlengd met negentig dagen. Na de verlenging tot begin december 2009 waren er 47 meisjes geïdentificeerd en was er 38 maal aangifte gedaan. Er was toen sprake van verdenking van het in bezit hebben en verspreiden van kinderpornografie, verkrachting van en ontucht met minderjarigen. Benno L. liet hierop via zijn advocaat weten dat hij de bevindingen van het Openbaar Ministerie overdreven vindt. Volgens zijn advocaat zou het gaan om 'milde vormen' van ontucht bij minder dan tien meisjes.

## Commotie
Door het grote aantal mogelijke slachtoffers, ontstond er in en rond 's-Hertogenbosch commotie onder ouders die hun kinderen zwemles hadden laten geven. De gemeenten Vught, Heusden en 's-Hertogenbosch organiseerden daarop bijeenkomsten voor ouders van kinderen die les hadden gehad van de verdachte. Circa zeshonderd ouders bezochten deze bijeenkomsten. Een bijeenkomst twee dagen later werd door vierhonderd ouders bezocht. De media besteedden veel aandacht aan de zaak en aan de commotie onder de ouders.

## Hulpvraag
De advocaat van Benno L., Pieter van der Kruijs, liet in een interview met de Volkskrant weten dat zijn cliënt drie keer hulp had gezocht om te leren omgaan met zijn pedoseksuele gevoelens. Medio jaren 90 bij de Rutgers Stichting, jaren later bij de verslavingsinstelling Novadic-Kentron. In beide gevallen leidde dit niet tot behandeling. In 2009 zou hij hulp hebben gezocht bij een psychiater via een Duitse pastor. Dit gesprek is niet doorgegaan omdat Benno L. inmiddels was gearresteerd.

## Veroordeling
In juli 2010 veroordeelde de rechtbank in 's-Hertogenbosch hem tot een gevangenisstraf van zeven jaar zonder TBS, terwijl het OM tien jaar had geëist met TBS. Het OM ging in hoger beroep tegen die uitspraak.. Op 26 mei 2011 veroordeelde het gerechtshof in 's-Hertogenbosch Benno L. in het hoger beroep tot zes jaar gevangenisstraf. Dat het gerechtshof lager uitkwam dan de rechtbank en het OM werd onder andere gemotiveerd met het rekening houden met de vele publiciteit, waar Benno L. onder geleden heeft.

## Voorwaardelijke invrijheidstelling
Benno L. kwam in principe vanaf juni 2013 in aanmerking voor voorwaardelijke invrijheidstelling. Na een voorwaardelijke invrijheidstelling die werd geschorst vond deze in februari 2014 opnieuw plaats, met elektronisch toezicht in de vorm van een gps-volgsysteem. Benno L. , die Duitser is, wil in Duitsland gaan wonen, maar dat mag pas als de termijn van zijn gevangenisstraf volledig om is (zomer 2015).
NRC maakte bekend dat hij in Leiden woont. De Bond van Wetsovertreders (BWO) heeft een klacht tegen de krant ingediend bij de Raad voor de Journalistiek.
Sommige buurtbewoners en anderen protesteerden tegen zijn komst. Naar aanleiding hiervan heeft de burgemeester Henri Lenferink bekendgemaakt dat hij daar mag wonen, maar dat hij nog wel extra voorwaarden aan hem heeft opgelegd.. Lenferink heeft verder een samenscholingsverbod in de wijk ingesteld.

## Volledige invrijheidstelling
Volledige invrijheidstelling vond plaats in september 2015. Benno L. ging daarop wonen en werken in zijn geboorteland Duitsland. In een interview hierover in KRO Brandpunt zegt L. spijt te hebben en roept pedoseksuelen op zich te melden voor hulp.

## De Benno tapes
In september 2015 komt de documentaire DE BENNO TAPES van Ton van Zantvoort uit waarin Benno L. van zeer nabij gevolgd wordt over een periode van twee jaar na zijn voorwaardelijke invrijheidstelling. De beelden zijn grotendeels door L. zelf gemaakt en volgen hem onder meer in zijn zoektocht naar woonruimte en de poging zijn leven weer op te pakken. De documentaire kreeg een Gouden NL-Award.

## Nieuwe veroordeling in Duitsland
Nadat zijn identiteit bekend geworden is, leidt dit eind 2015 ook tot ophef in zijn woonplaats in het Duitse Kranenburg. Vanaf 2016 noemt Benno L. zich Hans en wordt tussen 2016 en 2018 de huisvriend van een vluchttelingengezin in Düren. In mei 2022 doet de moeder aangifte tegen L. vanwege jarenlang misbruik van haar twee dochters en het maken van beeldmateriaal. In mei 2023 wordt hij door de rechtbank in Aken veroordeeld tot een gevangenisstraf van negen jaar voor het misbruiken van de twee meisjes, het maken van kinderporno en het aantasten van de meest persoonlijke levenssfeer. In hoger beroep wordt in juli 2024 deze straf bevestigd al vervalt de Duitse variant van de tbs-maatregel. In december 2024 kreeg hij van de rechtbank in Aken alsnog deze tbs-maatregel voor vergrijpen bij een tweede gezin waar hij drie meisjes gitaarles gaf. Een beroep van L. hiertegen werd in juni 2025 afgewezen.